# Belgica antarctica
Belgica antarctica – gatunek nielotnej muchówki żyjący endemicznie na Antarktydzie. Osiąga od 2 do 6 mm długości, co czyni go największym wyłącznie lądowym zwierzęciem na kontynencie. Jest także jedynym wolno żyjącym owadem Antarktydy.
Owad został opisany w 1900 roku przez J.-C. Jacobsa, belgijskiego entomologa, który badał okazy entomofauny zebrane podczas Belgijskiej Wyprawy Antarktycznej (1897–1899). Nazwa rodzajowa pochodzi od statku wyprawy, Belgica, natomiast epitet gatunkowy odnosi się do kontynentu Antarktydy.

## Występowanie
Jest to owad lądowy żyjący na kontynentalnej Antarktydzie, a także na pobliskich wyspach Antarktyki. Występuje lokalnie na zachodnich wybrzeżach Półwyspu Antarktycznego, w tym za południowym kołem podbiegunowym, przy czym larwy z południa zasięgu są mniejsze niż w północnej części. Dalej na południe żyje tylko jeden owad, pasożytująca na ptakach pchła Glaciopsyllus antarcticus.

## Morfologia

### Owad dorosły
Imagines tej muchówki mają ciało smukłe, nieco wyższe niż szersze, o barwie smoliście czarnej do ciemnorudobrązowej, ogólnie z jaśniejszymi głową i odnóżami. Głowa jest wyposażona w nieco dłuższe niż jej wysokość czułki, małe, wyraźnie owłosione oczy oraz czteroczłonowe głaszczki szczękowe o ściętym ostatnim członie. Na czole wyrastają cztery, a na nadustku sześć do dziesięciu szczecin. Tułów bardzo krótki, o silnie zredukowanym przedpleczu, raczej wąskim śródpleczu, a mesoscutellum i postscutellum słabo oddzielonych od skutum. Przednie skrzydła zredukowane do krótszych od czułek woreczków, zaś przezmianki całkiem zanikłe. U samca prawie kwadratowe dziewiąte tergum odwłoka oraz tęgie, dystalnie nieco ścięte basistylus są pokryte całkiem długim, zaś, przybierający formę szerokiej płytki, distystylus bardzo krótkim owłosieniem. Otwór na prąciu obwarowany jest długimi, zesklerotyzowanymi płatkami. Samica ma ósme sternum odwłoka z głębokim i szerokim wycięciem na tylnej krawędzi, po bokach obwarowanym gęsto owłosionymi płatkami. Owłosione są także przysadki odwłokowe o kształcie tępych płatków skierowanych brzuszno-tylnie. Dwie owalne, umiarkowanie zesklerotyzowane, zbliżone wielkością spermateki mają smukłe i proste szyjki u wlotu. W pochwie widoczna jest wyraźna apodema, skierowana w przód, lekko dogłowowo.

### Poczwarka
Ciało poczwarki jest smukłe, łukowato wygięte, o stożkowatej głowie i równomiernie ściętym odwłoku, z którego wystawać mogą nieco narządy rozrodcze. Skrzydła poczwarek są dłuższe niż u owadów dorosłych, a oczy wyraźne. Przez tergity odwłoka biegną dwie poprzeczne, szargrynowane przepaski, z których tylna jest węższa, ale o grubszych ziarenkach.

### Larwa
Larwy mają wąską, z przodu lekko zaokrągloną puszkę głowową o pięcioczłonowych czułkach nie przekraczających dziesiątej części jej długości, czterozębnych tormach i pięciozębnych żuwaczkach. Pierwszy człon czułków dłuższy niż reszta razem wzięta. Głaszczki drobne. Warga górna duża. Warga dolna z 12 ząbkami. W pobliżu tylnej krawędzi przedostatniego tergum odwłoka występuje para czterogałęzistych szczecinek. Wyposażone w liczne kolce przednie posuwki sięgają poniżej głowy. Każda z tylnych posuwek ma rozetkę haczykowatych kolców na wierzchołku.

### Jajo
Dwukrotnie dłuższe niż szersze, eliptyczne w obrysie, białawe jaja mają około 0,3 mm długości i składane są w galaretowatych sznurkach dochodzących do 15 mm.

## Genetyka
Jest to pierwszy przedstawiciel ochotkowatych, którego genom został zsekwencjonowany. Okazało się, że ma ona najmniejszy znany genom wśród owadów (2014), zawierający tylko 99 mln par zasad nukleotydów. Tym niemniej ma ona podobną liczbę genów co inne muchówki (około 13 500 genów); mniej jest natomiast powtórzeń i sekwencji niekodujących. Kariotyp składa się z dwóch par dużych chromosomów, z których jedna wyposażona jest w NOR.

## Fizjologia
Brak skrzydeł u B. antarctica może być adaptacją, która zapobiega zdmuchnięciu owada przez wiatr na niegościnny obszar. Muchówka żyje dwa lata, dzięki czemu przez dwa sezony wegetacyjne może gromadzić energię niezbędną do rozmnażania. Larwa ma brązowo–czarne zabarwienie ciała, które sprzyja absorbowaniu promieniowania słonecznego, dającego ciepło potrzebne do przetrwania. Jest w stanie wytrzymywać duże zmiany zasolenia i pH, może przetrwać bez tlenu przez 2-4 tygodnie.
Są one odporne na częściowe wysuszenie, mogą przeżyć utratę nawet 70% wody z organizmu.
B. antarctica może przetrwać zamrożenie, ale owad ten ginie, jeśli jego temperatura spadnie poniżej –15° C. Oznacza to mniejszą tolerancję na mróz, niż u innych owadów przystosowanych do zimnego środowiska, polarnego lub wysokogórskiego. Tymczasem na Antwerpii, gdzie żyją te muchówki, temperatury powietrza sięgają –40° C. Zwierzęta radzą sobie z mrozami kryjąc się pod ziemią. Już na głębokości 1 cm temperatura przez 10 z 12 miesięcy jest na stałym poziomie od –2 do 0 °C, a w ciągu całego roku rzadko spada do –7 °C. Pokrywa śnieżna i lodowa także pomaga w utrzymaniu temperatury na stałym poziomie.
Eksperymentalnie stwierdzono też, że organizm larwy „hartuje się” przy krótkim wystawieniu na lekki mróz i jest w stanie znacznie lepiej znieść silniejsze mrozy. Mechanizm tego zjawiska nie jest dobrze zrozumiany; nie jest to związane z szybkim wzrostem zawartości krioprotektantów w hemolimfie, jak u innych owadów, ale raczej ze zmianami struktury błon komórkowych. Ciało B. antarctica gromadzi trehalozę, glukozę i erytrytol; związki te pomagają owadom przetrwać zamrożenie, ograniczając tworzenie się lodu wewnątrz ciała. Stabilizują również białka i błony komórkowe, wiążąc się z nimi za pomocą wiązań wodorowych. W znoszeniu zmian temperatury pomagają także białka szoku cieplnego.
B. antarctica nie tylko toleruje, ale wręcz wymaga zimnego klimatu, aby przetrwać: wystawienie larw przez tydzień na temperaturę +10 °C wystarczy, aby je zabić. Wystawienie na temperaturę +30 °C zabija osobniki tego gatunku w kilka godzin.

## Cykl życiowy
B. antarctica spędza większość życia w czterech stadiach larwalnych; może przezimować w dowolnym z nich. Larwy zjadają lądowe glony, szczególnie Prasiola crispa, mchy, organiczny detrytus i mikroorganizmy. Dorosłe owady pojawiają się wiosną i latem, żyją nie więcej niż 10 dni; samice kopulują w pierwszym dniu życia, a kilka dni później składają jaja. Gody są podobne do rójki u uskrzydlonych owadów, samce gromadzą się w duże grupy, w których dochodzi do zapłodnienia samic.